# Національна бібліотека Ізраїлю
Національна бібліотека Ізраїлю в Ґіват-Рамі, Єрусалим (івр. הספרייה הלאומית - The National Library of Israe) — національна бібліотека Ізраїлю та найбільша наукова бібліотека країни.

## Історія
Бібліотека Бней Бріт (B'nai Brith library, Midrash Abravanel) було засновано 1892 року з метою систематичного збирання і зберігання літератури-юдаїки. З 1920 року бібліотека крім статусу національної мала статус університетської. З 1953 року бібліотека має право обов'язкового примірника всіх публікацій Ізраїлю.

## Фонди
Бібліотека збирає всі публікації, що виходять в Ізраїлі, а також за можливістю всі публікації з інших країн світу, які стосуються єврейської тематики чи Держави Ізраїль. Щоквартально публікується національна бібліографія Kiryat Sefer. Бібліотека володіє найбільшою у світі колекцією юдаїки всіма єврейськими мовами: іврит, їдиш, ладіно та ін.
Загальні фонди бібліотеки становлять більше 5 млн книг. Видання після 1984 року представлено в онлайн-каталозі. Бібліотека має унікальні спеціальні колекції: 9 000 єврейських рукописних книг і 2 000 арабських рукописів, близько 400 приватних архівів видатних єврейських діячів.

## Найважливіші спеціальні колекції
- Eran Laor — колекція давніх і нових карт; путівники, подорожні нотатки про Палестину та Єрусалим.
- Відділ рукописної книги: 9 000 єврейських рукописних книг та 2 000 арабських рукописів.
- Колекція Ґершома Шолема: раритети, Каббала, юдейська містика, історія юдаїзму (доступно онлайн).
- Колекція мікрофільмів єврейських рукописних книг у закордонних бібліотеках.

## Галерея

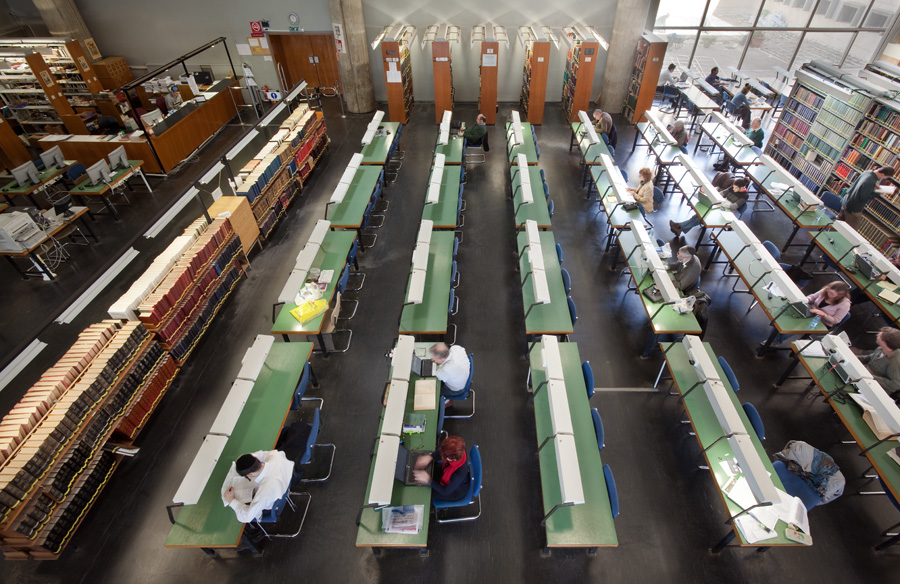
Читальний зал Національної бібліотеки Ізраїлю
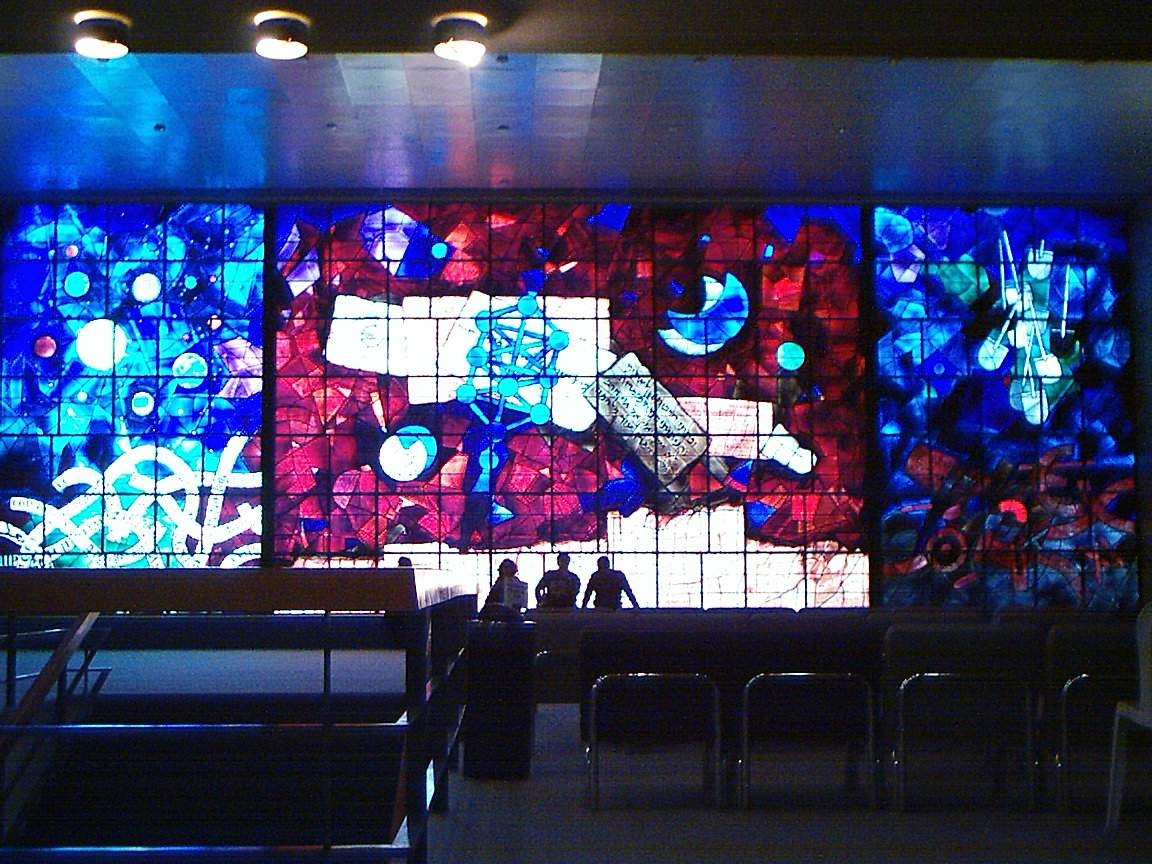
Арден Вікна
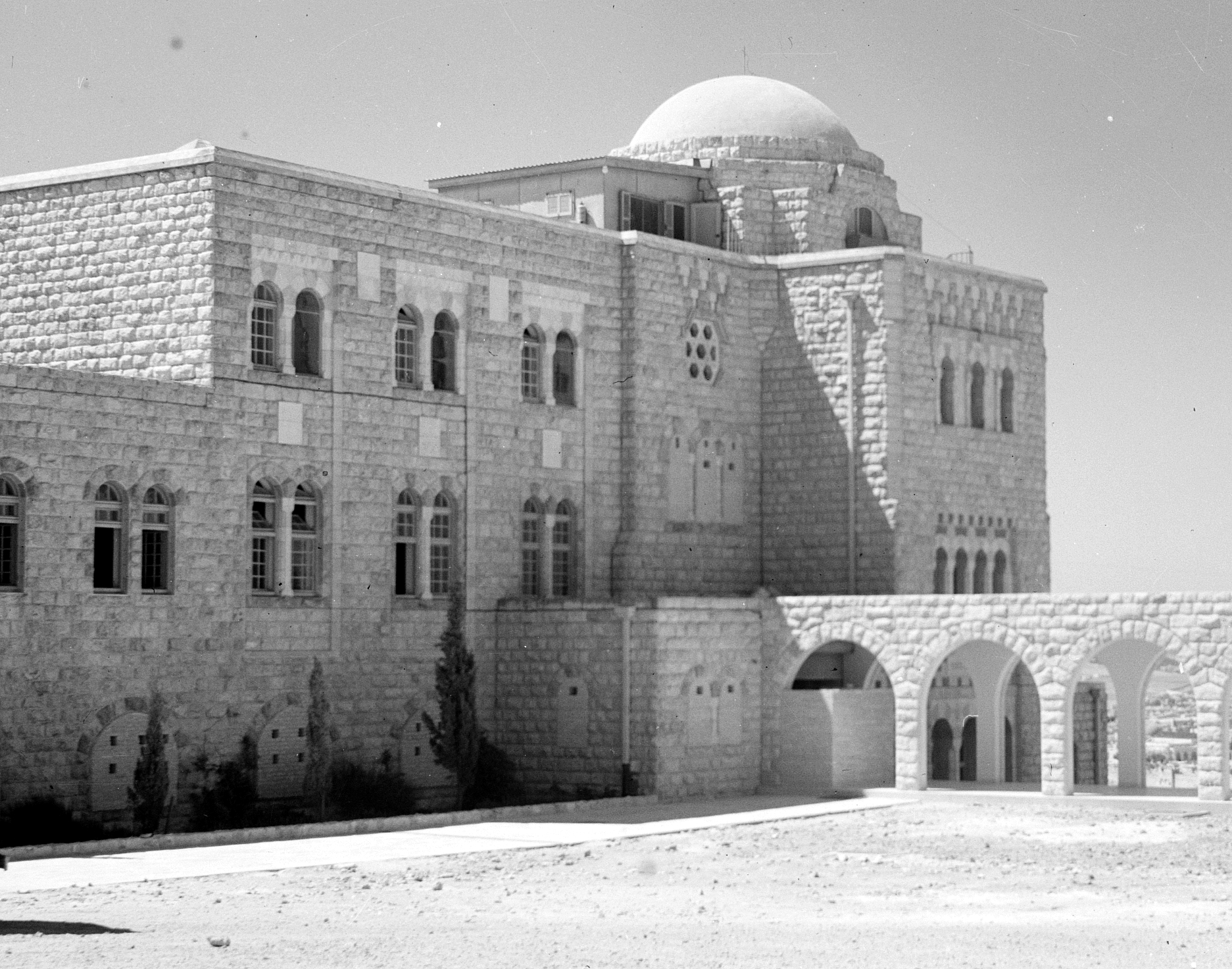
Друга будівля на території кампуса в Гора Скопус - 1929
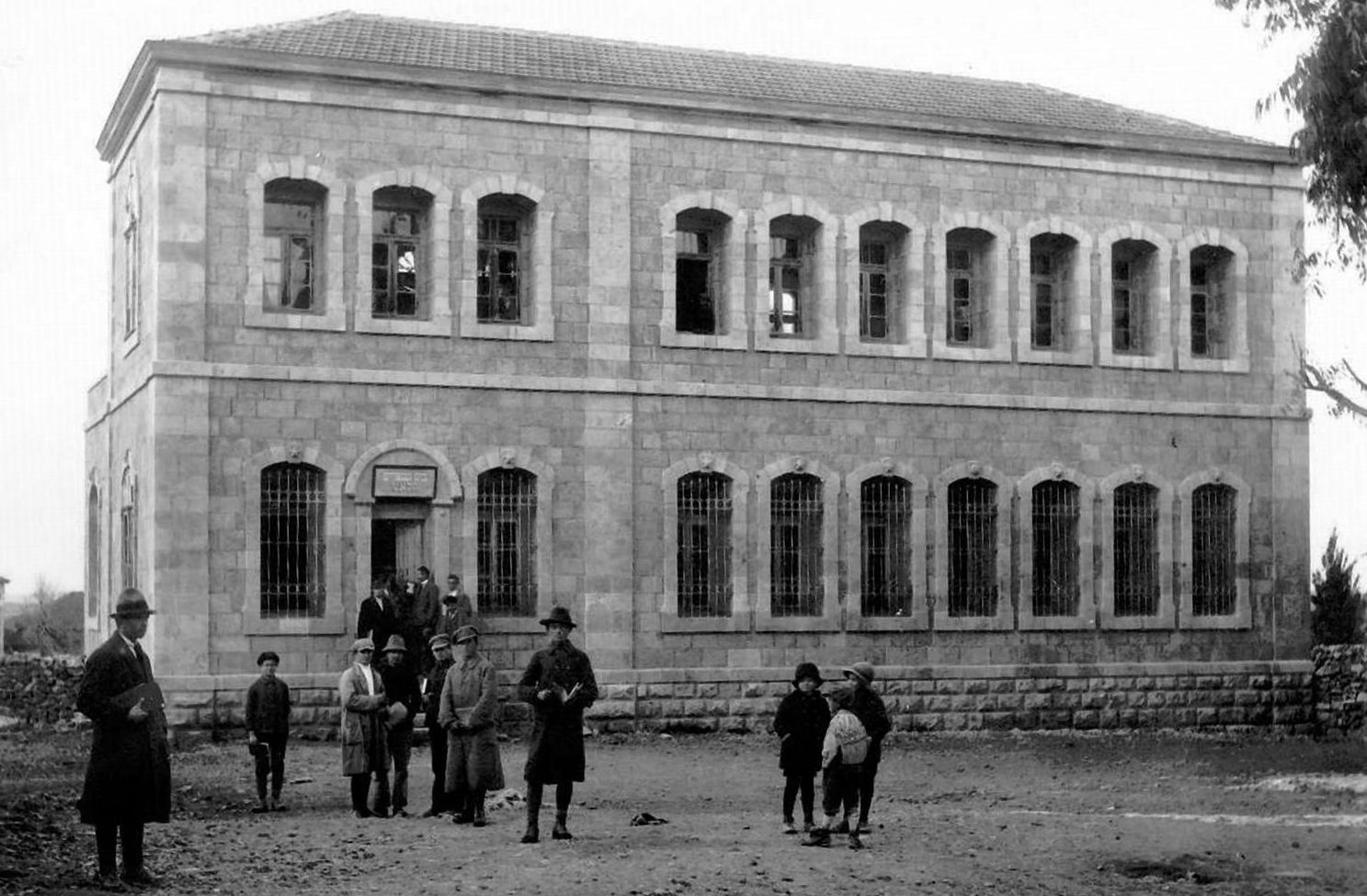
Перша будівля в центрі Єрусалиму - 1912